# Oufa (rivière)
Pour la ville, voir Oufa.
La rivière Oufa (en russe : Уфа, en bachkir : Ҡариҙел) est une rivière de Russie et un affluent de la Belaïa, dans le bassin hydrographique de la Volga.

## Géographie
Elle traverse les oblasts de Tcheliabinsk et de Sverdlovsk et la République de Bachkirie.
La rivière Oufa est longue de 918 km, son bassin versant a une superficie de 53 100 km2. Elle gèle entre fin octobre et début décembre et reste prise par les glaces jusqu'en avril-mai.
Affluents de l'Oufa :
- Aï
- Serga
- Iouriouzan (G)
- Tiouï
- Simka
- Charovarka

Villes situées sur le cours de la rivière :
- Krasnooufimsk
- Oufa

La centrale hydroélectrique de Pavlovski se trouve sur la rivière Oufa.

## Source
- (ru) Grande Encyclopédie soviétique